# Anders Hylander (gymnast)
Anders Hylander, född 6 november 1883 i Östads församling, död 10 februari 1967 i Oscars församling, Stockholm, var en svensk gymnast.
Han blev olympisk guldmedaljör 1912. Hylander är begravd på Norra begravningsplatsen utanför Stockholm.